# Station Langrune
Station Langrune is een voormalig spoorwegstation in de Franse gemeente Langrune-sur-Mer.

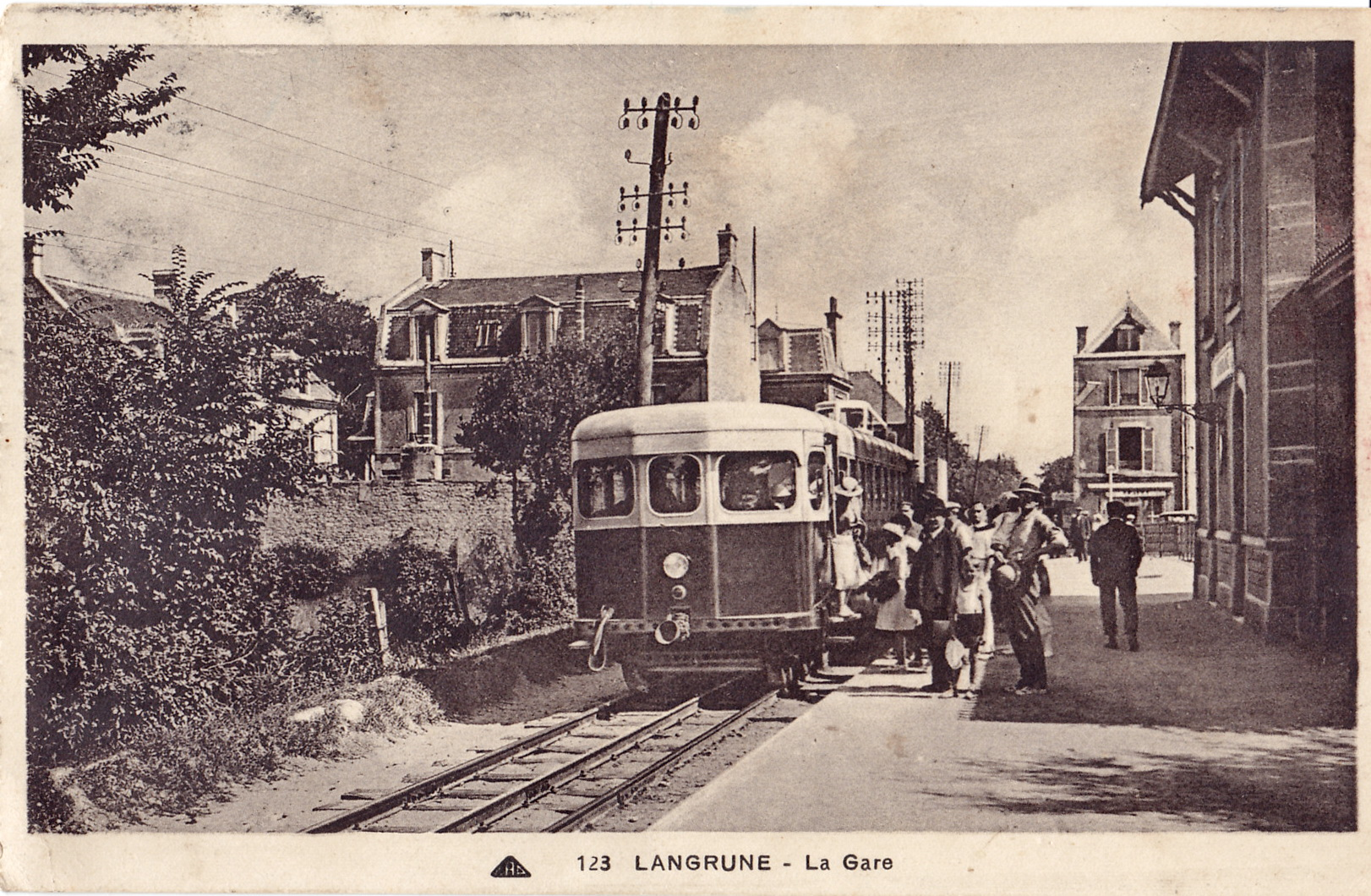
Micheline bij Station Langrune